# New York Mining Disaster 1941
Singles de Bee Gees
Born a Man
(1967) To Love Somebody
(1967)
New York Mining Disaster 1941 est une chanson des Bee Gees parue en single en avril 1967, puis sur l'album Bee Gees' 1st au mois de juillet. Elle est écrite par Barry et Robin Gibb et produite par Robert Stigwood. Ses paroles adoptent le point de vue d'un mineur prisonnier au fond d'une mine à la suite d'un éboulement.
Si le groupe est déjà célèbre dans son pays d'origine, l'Australie, c'est grâce à cette chanson qu'il perce à l'international. Le single se classe en effet dans le Top 15 des ventes au Royaume-Uni, où il a été enregistré, mais aussi aux États-Unis. Son succès sur le sol américain est en partie lié à la stratégie commerciale d'Atco Records, qui promeut le single avec une pochette vierge en indiquant seulement que le nom de l'artiste « commence par un B », ce qui fait croire à beaucoup qu'il s'agit d'un disque des Beatles incognito,.

## Personnel

### Musiciens
- Robin Gibb : chant
- Barry Gibb : chœurs, guitare rythmique
- Maurice Gibb : basse, guitare rythmique, chœurs
- Colin Petersen (en) : batterie
- Phil Dennys : arrangements

### Équipe de production
- Robert Stigwood : producteur
- Ossie Byrne (en) : producteur
- Carlos Olms : ingénieur du son